# Marisora
Marisora es un género de lagartos perteneciente a la familia Scincidae. Se distribuyen por la región neotropical.

## Especies
Se reconocen trece especies válidas:
| Especie                                                | Nombre común | Distribución | Número de subespecies | Estado de Conservación | Imagen |
| ------------------------------------------------------ | ------------ | --- | --------------------- | ---------------------- | ------ |
| Marisora alliacea (Cope, 1875)                         |              | Este de Costa Rica (vertiente atlántica de la cordillera) y sur de Nicaragua.                                                                                      | -                     | LC                     |        |
| Marisora aquilonaria Mccranie, Matthews y Hedges, 2020 |              | México (Michoacán). | -                     | NE                     |        |
| Marisora aurulae Hedges y Conn, 2012                   |              | San Vicente y las Granadinas (isla Young), y Trinidad y Tobago (isla Tobago).                                                                                      | -                     | VU                     |        |
| Marisora berengerae Miralles, 2006                     |              | Isla de San Andrés (Colombia, en el Caribe). | -                     | LC                     |        |
| Marisora brachypoda (Hedges y Taylor, 1956)            |              | México (Guerrero, Morelos, Chiapas, Oaxaca, Jalisco, Campeche, Quintana Roo, Puebla, Nayarit), sur de Nicaragua, este de Costa Rica, Honduras, Guatemala y Belice. | -                     | LC                     |        |
| Marisora falconensis (Mijares-Urrutia y Arends, 1997)  |              | Noroeste de Venezuela (Falcón, Carabobo, Falcón, Miranda y Yaracuy) y Colombia (Guajira).                                                                          | -                     | LC                     |        |
| Marisora lineola Mccranie, Matthews y Hedges, 2020     |              | Guatemala (Escuintla), México (vertiente caribeña del centro de Veracruz, Tabasco y la península de Yucatán) y Belice. .                                           | -                     | NE                     |        |
| Marisora magnacornae Hedges y Conn, 2012               |              | Nicaragua (isla Grande del Maíz). | -                     | DD                     |        |
| Marisora pergravis (Barbour, 1921)                     |              | Colombia (islas de Providencia y Santa Catalina). | -                     | LC                     |        |
| Marisora roatanae Hedges y Conn, 2012                  |              | Honduras (isla Roatán). | -                     | CR                     |        |
| Marisora syntoma Mccranie, Matthews y Hedges, 2020     |              | México (Oaxaca, Chiapas). | -                     | NE                     |        |
| Marisora unimarginata (Cope, 1862)                     |              | Oeste de Costa Rica, Panamá, Nicaragua (isla Grande del Maíz). | -                     | LC                     |        |
| Marisora urtica Mccranie, Matthews y Hedges, 2020      |              | Honduras. | -                     | NE                     |        |